# تالر إمبراطوري

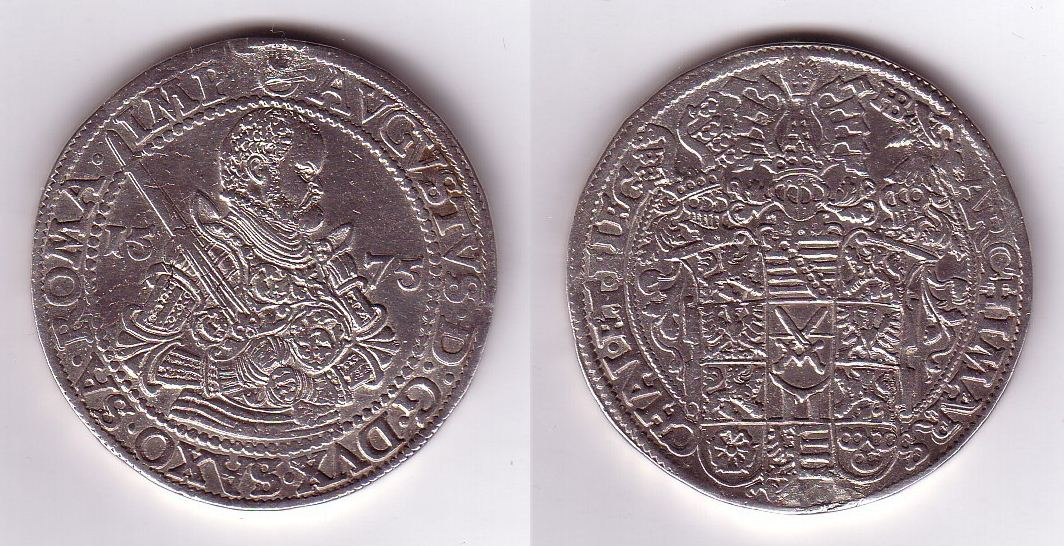
تالر انتخابية ساكسونيا صدر في درسدن سنة 1575

التالر الإمبراطوري أو رايخ تالر هو عملة تالر قياسية فضية صدرت في الإمبراطورية الرومانية المقدسة عام 1566 واستعملت في كل الولايات الألمانية وسكت منها نسخ مختلفة على مدى 300 عام، وكان وزنها 25–26 من الفضة.